# ウラルトゥ

ウラルトゥ
Biainili

前9世紀から前6世紀のウラルトゥの版図

ウラルトゥ (Urartu) は紀元前9世紀ごろから紀元前585年までアナトリアに存在した王国。その版図は、現在のトルコ東部のヴァン湖周辺を中心に、メソポタミア北部からコーカサス南部にわたった。

## 名称
「ウラルトゥ」という呼称は、同時期に覇を競ったアッシリア人たちが呼んだ名である。王国は、ウラルトゥ語でビアインリ (Biainli)と呼ばれ、これは「ヴァン (Van)」の語源となった。また、「ウラルトゥ」の名はアララト山 (Ararat) とも関係づけられる。
また、「ハルディ」と呼ばれる神を信仰していたことから、「ハルディア (Haldia)」とも称された。

## 歴史

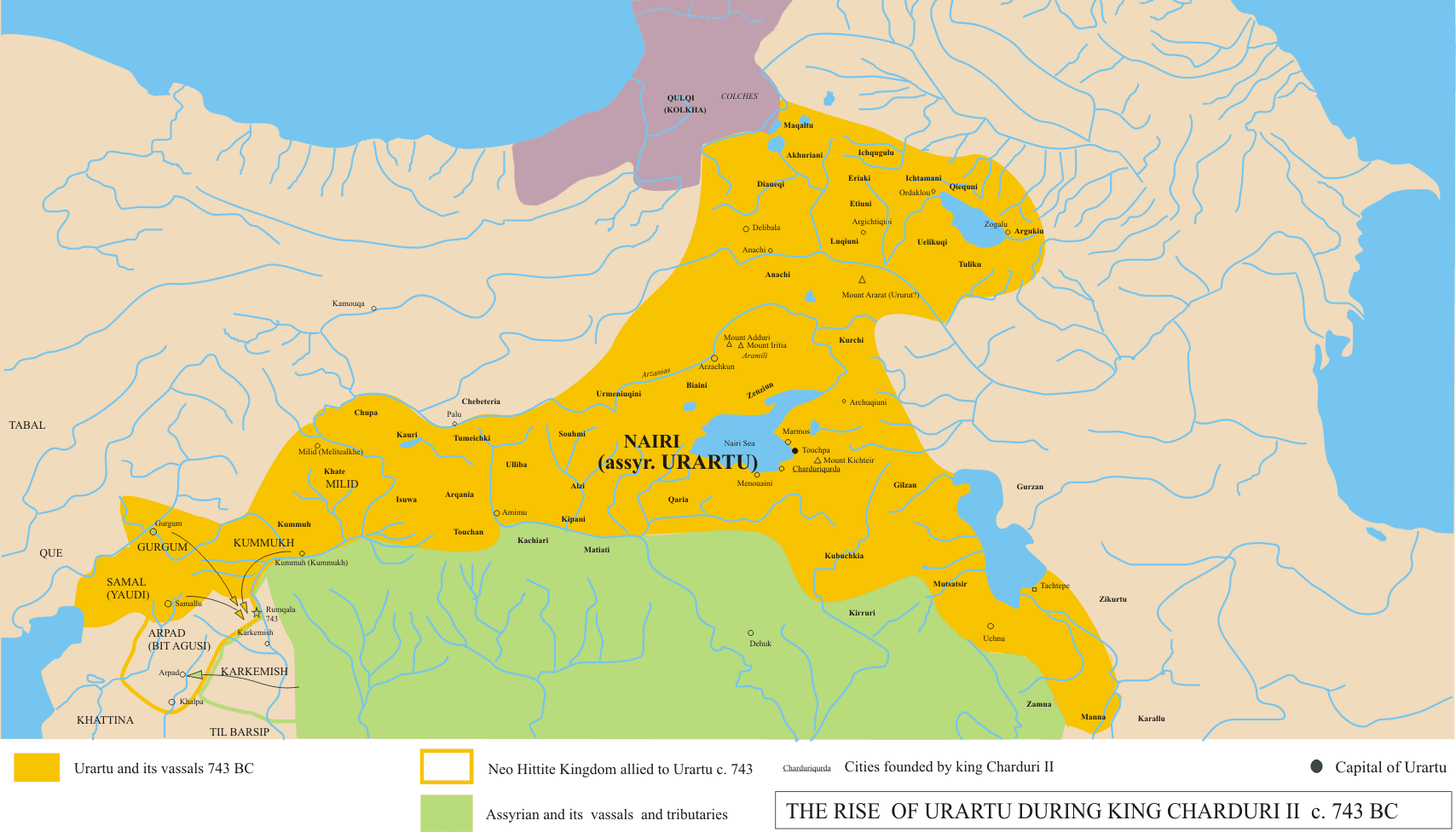
ウラルトゥ王国の最大版図（黄色）（紀元前743年頃）。緑色はアッシリア帝国の版図

### 前史
紀元前1250年ごろのアッシリアの文書は、「ウルアトリ (Uruatri)」または「ナイリ (Nairi)」と呼ばれる民族とのゆるやかな同盟関係に言及している。現在知られているウラルトゥについての情報のほとんどは、アッシリアの文書から得られたものである。

### 黎明期
その民族は、紀元前860年から紀元前830年のあいだに、王アラマとルティプリの下で黎明期を迎え、王国を形成した。首都は、初期の頃にはアルザシュクンに置かれていた。

### 拡大期
その息子サルドゥリ1世の下で、紀元前832年頃に現在のヴァンのあたりに遷都しトゥシュパ (Tushpa) と呼ばれた。ウラルトゥ王国はメヌア（メヌアシュ）からサルドゥリ（サルドゥリシュ）2世の時代が最盛期で、最盛期にはアルメニア高原の全域を含み、東は現在のタブリーズを越え、南はティグリス川、西はユーフラテス川の上流域にまで至った。

### 衰退期・滅亡
紀元前714年には、ウラルトゥの王ルサ1世 (Rusa) がサルゴン2世率いるアッシリア軍に大敗して王は自殺に追い込まれた。この戦い以降、ウラルトゥ王国はアッシリアと幾度か戦った（ウラルトゥ・アッシリア戦争、紀元前714年 - 紀元前585年）。ウラルトゥ王国は、キンメリア人やアッシリアの攻撃に苦しんだ。紀元前585年にスキタイ人の攻撃によってウラルトゥ王国は滅んだ。アケメネス朝の成立後、この地にアルメニア人が定住した（アルメニア属州、紀元前553年 - 紀元前331年）。

### 発掘
紀元後5世紀ごろ以降、ウラルトゥの存在は忘れ去られていたが、18世紀、19世紀の発掘によって再発見された。

## 言語系統
ウラルトゥ語は、フルリ・ウラルトゥ語族に分類される膠着語である。フルリ人が築いたミタンニ王国（紀元前1500年頃 - 紀元前1270年頃）で使用されたフルリ語と近縁関係にある。

## 歴代国王

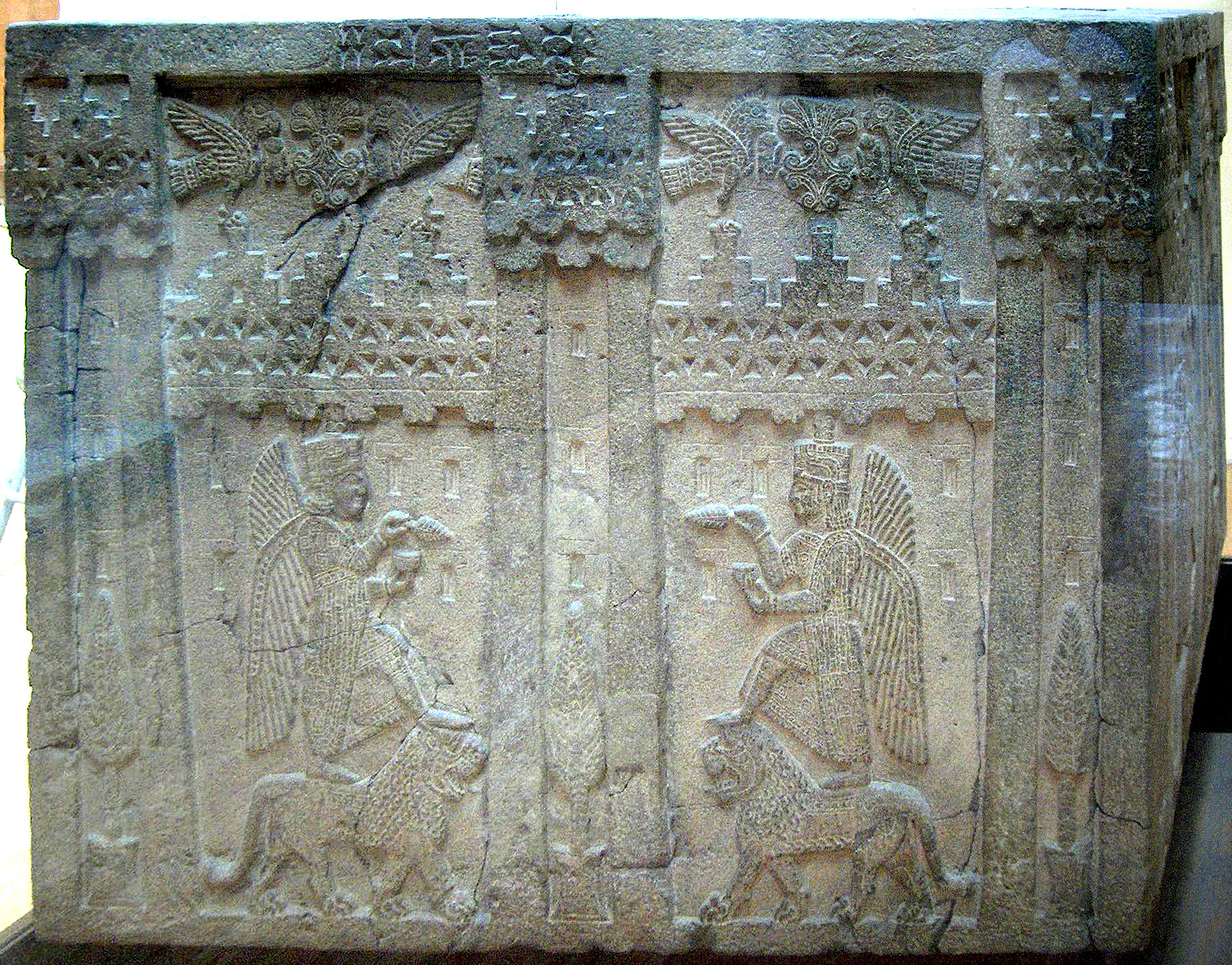
ケフ・カレシ出土の礎石（ルサ2世時代）。アナトリア文明博物館（アンカラ）蔵

### 黎明期
- アラマ（紀元前858‐844年）
- ルティプリ（紀元前844‐834年）

### 拡大期
- サルドゥリ1世（紀元前834‐828年）
- イシュプイニ（紀元前828‐810年）
- メヌア（紀元前820‐785年）
- アルギシュティ1世（紀元前785‐753年）
- サルドゥリ2世（紀元前753‐735年）
- ルサ1世（紀元前735‐714年）

### 衰退期
- アルギシュティ2世（紀元前714‐680年）
- ルサ2世（紀元前680‐639年）
- サルドゥリ3世（紀元前639‐635年）
- エリメナ（紀元前635‐629年）
- ルサ3世（紀元前629‐615？年）
- サルドゥリ4世（紀元前615‐598年）？
- ルサ4世（紀元前598‐590年）